# أحمد ياسر (لاعب كرة قدم)
أحمد ياسر (27 نوفمبر 1991 بالقاهرة في مصر - ) هو لاعب كرة قدم مصري في مركز الجناح. لعب مع نادي بورفؤاد ونادي ليرس ونادي تورنهاوت ونادي وادي دجلة والنادي المصري البورسعيدي ونادي الميناء العراقي ونادي التحدي الليبي

## وصلات خارجية
- أحمد ياسر على موقع قاعدة بيانات كرة القدم.إي يو (الإنجليزية)
- أحمد ياسر على موقع Soccerway.com (الإنجليزية)